# Juristexamen

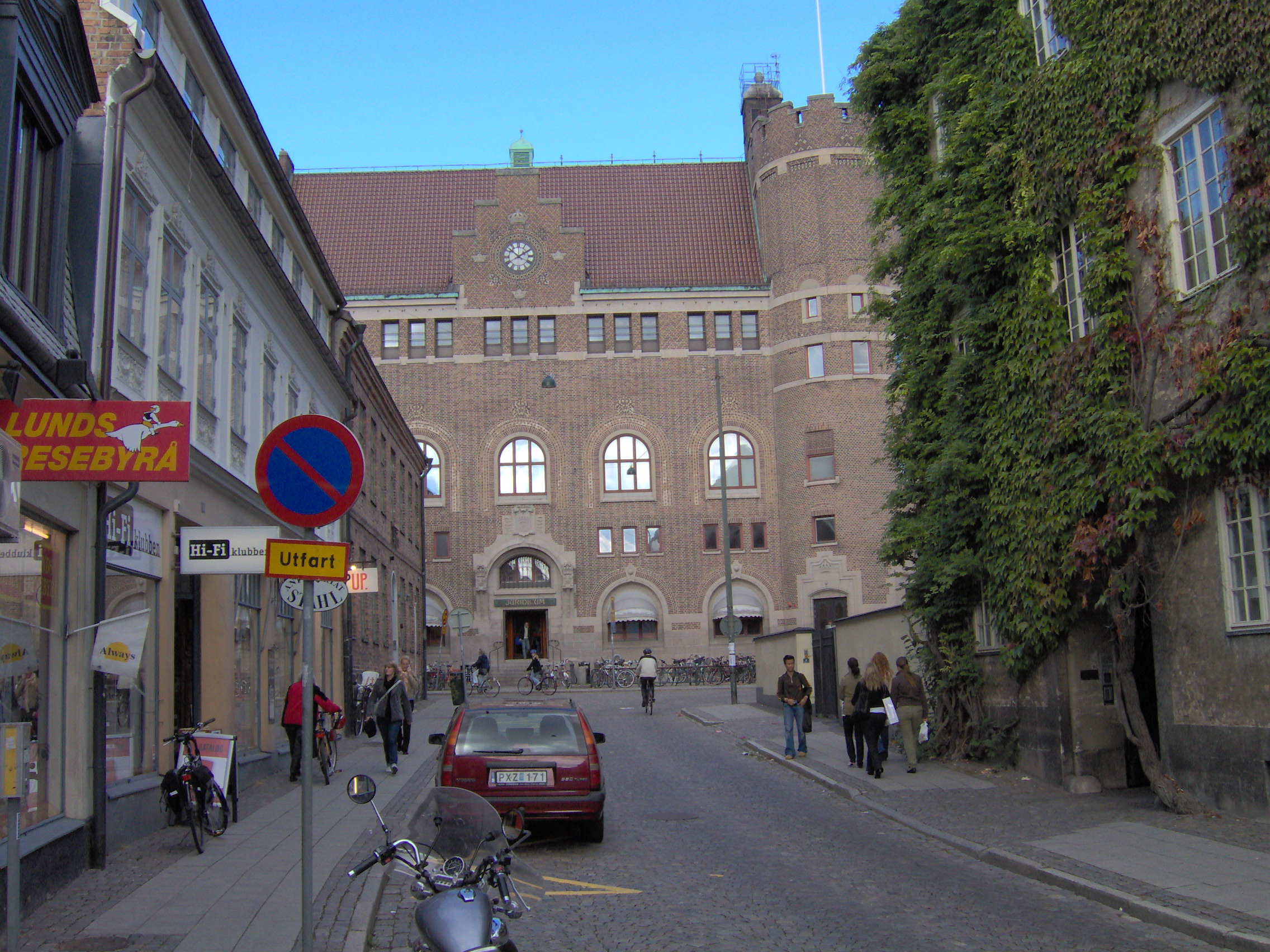
Juridicum, juridiska fakulteten vid Lunds universitet.

Juristexamen (engelska: Degree of Master of Laws, LL.M.) tidigare juris kandidatexamen (ofta, även muntligt, förkortat jur.kand.), är en svensk yrkesexamen på avancerad nivå, vilken utgör behörighetskrav för yrken som domare, åklagare, kronofogde och för titeln advokat.
Juristutbildningar som leder till juristexamen kvalitetssäkras löpande av Universitetskanslersämbetet för att säkerställa att utbildningarna håller tillräckligt hög nivå. Juristprogrammet erbjuds i dagsläget vid sju svenska universitet och består av minst nio terminers studier (270 högskolepoäng). Den som har avlagt juristexamen kallas ibland juris kandidat trots att det inte längre är den formella examensbenämningen och att det i det nuvarande, mer standardiserade examenssystemet endast skulle innebära en treårig utbildning.

## Examen
För juristexamen krävs godkända studier omfattande 270 högskolepoäng (180 veckors heltidsstudier, vanligen uppdelade på nio terminer). Av dessa skall ett självständigt arbete (examensarbete), vanligen redovisat genom en uppsats, omfatta minst 30 högskolepoäng. För juristexamen skall studenten visa sådan kunskap och förmåga som krävs för att arbeta inom yrken för vilka juristexamen är ett behörighetskrav samt inom annan yrkesverksamhet inom det juridiska området som förutsätter sådan kunskap och förmåga.

## Utbildningen
Juristprogrammen är bland de populäraste högskoleutbildningarna att söka. De fyra mest sökta högskoleutbildningarna i Sverige är alla juristprogram, och samtliga sju juristprogram återfinns bland de 30 mest sökta utbildningarna. 

### Utbildningens kvalitet och rätten att utfärda juristexamen
Universitetskanslersämbetet är den instans som löpande utvärderar Sveriges juristutbildningar för att säkerställa att de håller tillräckligt god kvalitet för att få utfärda juristexamen; sjunker kvalitén kan lärosätet förlora examensrätten. Rätten att utfärda juristexamen prövas individuellt för varje lärosäte som önskar utfärda den. Detta skiljer sig från rätten att utfärda mer generella examina, såsom högskole-, kandidat- och magisterexamen, vilka kan utfärdas av alla lärosäten med universitets- eller högskolestatus. Förlorar lärosätet rätten att utfärda juristexamen kan de i de flesta fall fortsätta att utfärda dessa mer generella examina.

### Lärosäten som erbjuder utbildningen
I Sverige kan juristexamen i dagsläget avläggas vid sju universitet, Göteborgs, Karlstads, Lunds, Stockholms, Umeå, Uppsala och Örebro universitet. Det går även att studera till jurist på svenska vid Helsingfors universitet, vilket istället ger en Juris Magisterexamen, och på Åbo Akademi, vilket ger en Rättsnotarieexamen motsvarande en kandidat- eller bachelorexamen.

### Utbildningens organisation
Juristutbildningen i Sverige ges närmast uteslutande i form av utbildningsprogram (juristprogrammet). Det är därför i praktiken ett krav att genomgå ett av dessa program för att erhålla juristexamen. Utöver studier på juristprogrammen finns det möjlighet för den som har en utländsk juristexamen att efter en två års kompletterande utbildning erhålla en svensk juristexamen. Den student som med godkänt resultat har genomgått de kurser som ingår i juristprogrammet kan ansöka om juristexamen.

## Yrken och uppdrag med formella krav på juristexamen
Yrken som kräver jurist- eller juris kandidatexamen, är:
- Advokat[6]
- Advokatfiskal
- Auditör
- Beredningsjurist
- Dispaschör[7]
- Domare (lagfaren)
- Förvaltningsråd
- Generaladvokat
- Hovauditör
- Hovrättspresident
- Hyresråd
- Justitiekansler[8]
- Justitiesekreterare
- Kammarrättspresident
- Kronofogde
- Lagman
- Lagrådsledamot
- Notarius Publicus[9]
- Offentlig försvarare
- Patenträttsråd
- Riksåklagare
- Fiskal
- Notarie (tingsnotarie eller förvaltningsrättsnotarie)
- Valprövningsnämnden, ordförande
- Åklagare

### Yrken eller uppdrag där juristexamen vanligen krävs
Vissa yrken eller uppdrag kräver i princip att den som utför dessa har en juristexamen, även om det inte är ett absolut krav och undantag är förekommande. Några av dessa är;
- Inkassoverksamhet[10] (ansvarig företrädare för)
- Justitieombudsman
- Konkursförvaltare

### Yrken eller uppdrag som förr krävde juristexamen
- Justitieminister
- Juristkonsult (d.v.s. konsultativt statsråd med juridisk kompetens)
- Polischef

## Historia
Den första juristexamen i Sverige infördes 1749 genom den så kallade hovrättsexamen (egentligen "examen till rättegångsverken"). På förslag av Universitetsexamenskommittén infördes 1904 en examen benämnd juris kandidat, vilken då ersatte såväl den gamla juris utriusque kandidatexamen, hovrättsexamen som kansliexamen. Under perioden 1887–1892 hade i Uppsala 150 juris utriusque kandidatexamina och 88 hovrättsexamina avlagts. Motsvarande siffror var för Lund 41 respektive 35. Fram till 1873 tilläts endast män studera juridik vid svenska universitet.
Den traditionella juristutbildningen i Sverige, juris kandidatexamen (jur.kand.), omfattade normalt nio terminers studier (enligt tidigare system 180 akademiska poäng). Denna examen kunde endast avläggas vid de universitet som hade juridisk fakultet, det vill säga Uppsala, Lunds universitet och Stockholms högskola (sedermera efter namnändring Stockholms universitet). Grundläggande juridisk utbildning gavs även vid Göteborgs universitet och Umeå universitet, men de som påbörjat studierna vid de lärosätena fick fram till 1991 fortsätta vid något av de tre tidigare nämnda lärosätena. Göteborg och Umeå fick examensrätt för juris kandidatexamen 1991. Örebro universitet fick examensrätt 2008. Sveriges sjunde och senaste juristutbildning startade vid Karlstads universitet hösten 2017. 
I samband med högskolereformen 1977 avskaffades juris kandidatexamen (i likhet med övriga kandidatexamina) och ersattes med juristexamen, vilken avlades efter att juristlinjen avslutats. Den traditionella examensbenämningen återinfördes dock 1986. Juris kandidatexamen ersattes åter med juristexamen 1 juli 2007. Detta som en konsekvens av Bolognaprocessen och de förändringar den medfört för det svenska examenssystemet. Sedan 2007 är en kandidatexamen en examen på grundnivå. Då juristutbildningen avslutas på avancerad nivå var benämningen juris kandidat-examen missvisande. 
I Sverige sker utbildningen vanligen med de första 6–7 terminerna på grundnivå, för att sedan under termin 7–8 vara på avancerad nivå, där studenterna själva väljer sina specialkurser. Termin 9 är en examensuppsats motsvarande 30 hp. 
Det första äkta paret där båda avlagt juris kandidatexamen var Stockholmarna Olof Westerståhl och Sonja Branting-Westerståhl (dotter till Hjalmar Branting), vilka år 1916 stod för denna nyhet.

## Internationellt
- Danmark
  - candidatus/candidata juris

- Finland
  - Rättsnotarie (RN) - kandidatexamen 180sp (fin. oikeusnotaari)
  - Juris magister (JM) - magisterexamen 300sp (fin. oikeustieteen maisteri)

- Italien
  - Dottore in Giurisprudenza

- Mexiko
  - Licenciatura en Derecho

- Norge
  - Candidatus juris (avskaffad 2003)
  - Master i rettsvitenskap (införd 2003)

- Spanien
  - Maestría en Derecho

- Storbritannien
  - LL.M. (Master of Laws)

- Tyskland
  - Diplom-Jurist (Diplomjurist), är en akademisk examen.
  - Erstes Juristisches Staatsexamen (första juridiska ämbetsexamen), är en statlig ämbetsexamen som krävs för att få akademisk examen som diplomjurist.
  - (Voll-) Jurist, är en akademisk examen som krävs för att kunna arbeta som jurist i Tyskland
  - Zweites Juristisches Staatsexamen (andra juridiska ämbetsexamen) är en statlig ämbetsexamen som krävs för att få akademisk examen som jurist.

- USA och Kanada
  - Treårig J.D. (Juris Doctor) från 1960-talet, innan dess Bachelor of Laws (LL.B.). En J.D. är på avancerad nivå (postgraduate), det vill säga studenten måste ha avlagt kandidatexamen innan utbildningen påbörjas. Trots namnet är denna examen att jämföra med en vanlig juristexamen, och inte med en juris doktor, vilket är en doktorsexamen och i USA och Kanada kallas LL.D. (Doctor of Laws).

- Österrike
  - Magister iuris